# Kirovsk (oblast Leningrad)
Kirovsk (Russisch: Кировск) is een Russische stad met ongeveer 24.000 inwoners in de oblast Leningrad. De stad ligt op de linkeroever van de Neva, 33 kilometer ten oosten van Sint-Petersburg, en is het bestuurlijke centrum van het gelijknamige district. De stad bestaat uit twee delen, het 'oude' gedeelte uit de jaren 50 en een nieuw deel uit de jaren 80, gebouwd in de typische Sovjet-bouwstijl van die jaren.
De stad werd in 1929 als nederzetting Nevdoebstroj (Невдубстрой) gesticht door de communistenleider Sergej Kirov. De nederzetting diende voor de arbeiders van de toen net gebouwde elektriciteitscentrale. In 1953, niet toevallig na de dood van Stalin, werd het naar de oprichter hernoemd en kreeg het stadstatus.
Tijdens de Belegering van Leningrad was Kirovsk de enige plek waar goederen en voedsel de stad konden binnenkomen. Een museum, een monument en een diorama herinneren hieraan.

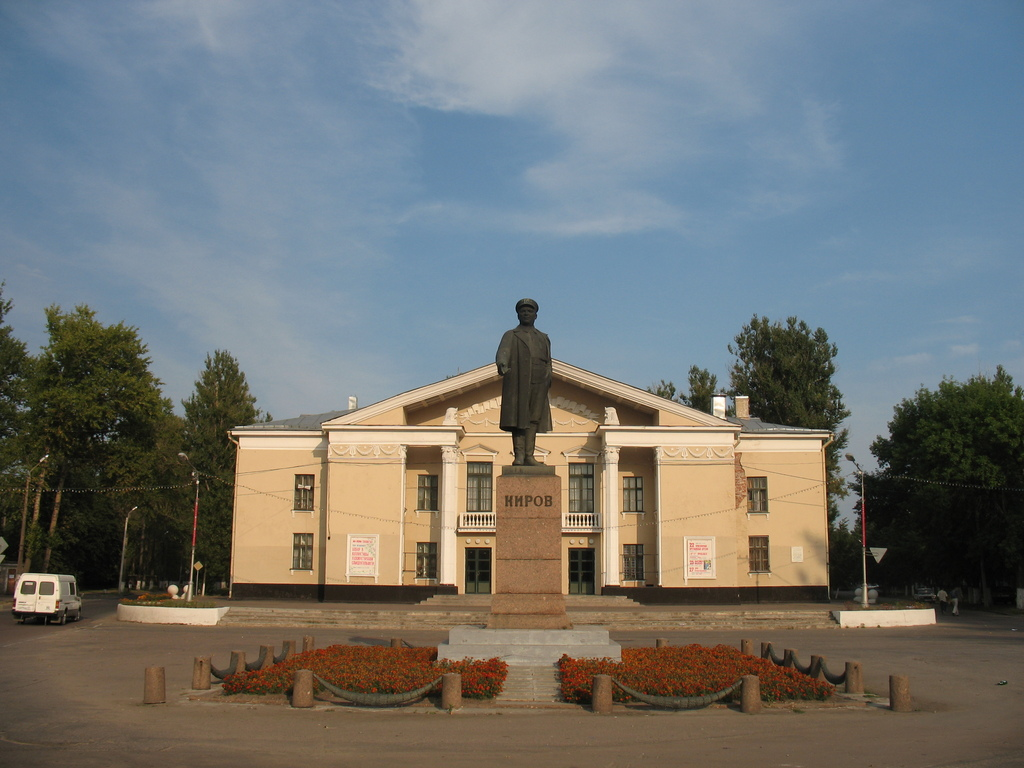
Standbeeld van Kirov
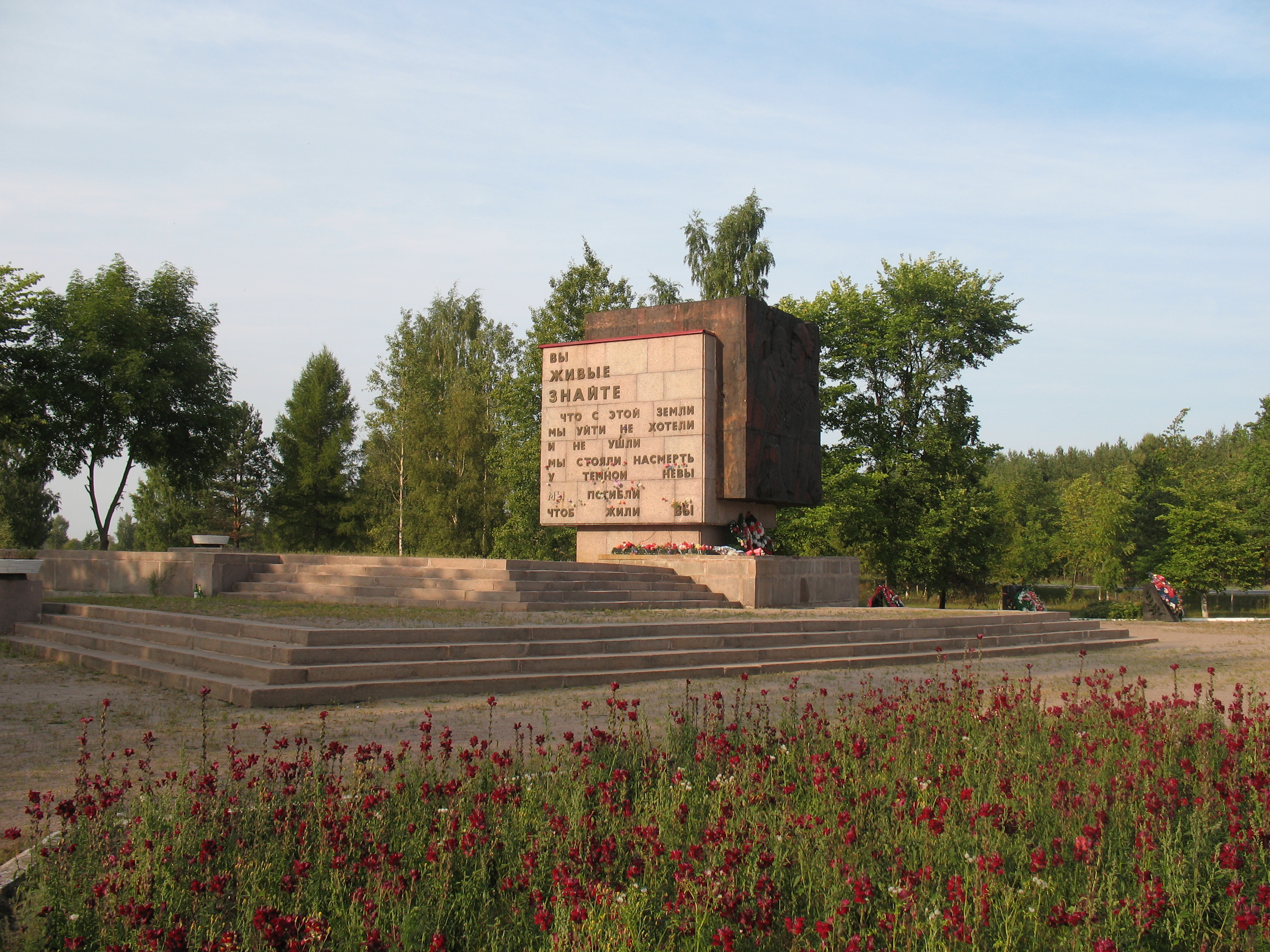
Oorlogsmonument

Bestuurlijk centrum: Sint-Petersburg (geen onderdeel van de oblast)

Steden: Boksitogorsk · Gatsjina · Ivangorod · Kamennogorsk · Kingisepp · Kirisji · Kirovsk · Kommoenar · Ljoeban · Lodejnoje Pole · Loega · Nikolskoje · Novaja Ladoga · Otradnoje · Pikaljovo · Podporozje · Primorsk · Priozersk · Sertolovo · Sjasstroj · Sjlisselburg · Slantsy · Sosnovy Bor · Svetogorsk · Tichvin · Tosno · Volchov · Volosovo · Vsevolozjsk · Vyborg · Vysotsk

Stedelijke districten: Sosnovy Bor

Gemeentelijke districten: Boksitogorski · Gatsjinski · Kingiseppski · Kirisjski · Kirovski · Lodejnopolski · Loezjski · Lomonosovski · Podporozjski · Priozerski · Slantsevski · Tichvinski · Tosnenski · Volchovski · Volosovski · Vsevolozjski · Vyborgski